# 仁科熊彦
仁科 熊彦（にしな くまひこ、明治29年（1896年）1月1日 - 昭和62年（1987年）4月10日）は、日本の映画監督である。山中貞雄を助監督として起用し、その脚本を数多く監督した。川谷拓三は義理の息子、仁科貴と仁科扶紀は孫にあたる。

## 来歴
両親とも会津若松（現福島県会津若松市）生まれで、父は会津藩藩士の家系。1896年（明治29年）1月1日、軍人だった父の赴任地、熊本県熊本市新屋敷町に生まれる。福岡県門司（現北九州市）、神奈川県小田原町（現小田原市）で育ち、中学3年のとき会津に戻る。　
1916年（大正5年）、福島県立会津中学校（旧制、現在の福島県立会津高等学校）を卒業、上京して早稲田大学を志すも、予備校に通うのみで学業を放棄、天然色活動写真巣鴨撮影所の現像場に職を得、技術部に入社、撮影助手となる。当時、同社の技術部には三浦光雄、三木茂、杉山公平、片岡清、青島順一郎がいた。1919年（大正8年）からは同撮影所は国際活映に経営が代わる。
1923年（大正12年）9月1日、関東大震災で国活の経営が傾き、小西商会に入る（小西六とは違う）。
1924年（大正13年）、28歳のとき、現在の兵庫県西宮市にあった東亜キネマ甲陽撮影所監督部に入社。
同年８月、東亜とマキノ等持院撮影所が合併するが、この直前にマキノへ入社。仁科本人によると「マキノ省三氏が乗り込んでこられて、いまでもわけがわかりませんが、いきなり監督やれとおっしゃる」ということで、映画監督となる。
同年11月7日公開の悪麗之助オリジナル脚本による『或る兄弟と城主』を初監督。
1925年（大正14年）5月、東亜とマキノが分裂。東亜に残留して高木新平の主演物や団徳麿の映画を撮る。
1926年（大正15年）3月には脚本家山上伊太郎のデビュー作『帰って来た英雄 前篇・後篇』を演出する。同年、沼田蔵六原作『悲恋心中ヶ丘』の映画化への松竹・日活・帝キネ各社競作に東亜から参戦、16巻の前後篇の長尺で7月1日に公開された。
1928年（昭和3年）、日活大将軍撮影所の脇役俳優隼秀人を、東亜キネマは主役待遇で引き抜き、移籍第1作『慶安妖飛録』の演出を任される。同作は同年9月9日に公開された。
1929年（昭和4年）6月30日、33歳のときに女優岡島艶子と結婚、7月6日封切りの映画『君恋し』以降、同年後半は監督業を行っていない。1930年（昭和5年）1月4日封切の正月映画『維新鉄仮面 第一篇』で復帰した。また、同年3月30日封切りの14巻もののオールスター大作『天狗騒動記』の演出チームに参加する。
同年、助監督社堂沙汰夫こと山中貞雄の書いたシナリオを採用、『右門捕物帖 六番手柄』を撮る。
1931年（昭和6年）、嵐寛寿郎の独立と「嵐寛寿郎プロダクション」の設立にあたって山中貞雄とともに移籍、「右門シリーズ」を引き続き撮る。
1987年（昭和62年）4月10日、京都市右京区竜安寺の自宅で死去。91歳没。

## 人物・エピソード
妻の岡島とは3女をもうけた。俳優の川谷拓三は娘婿で仁科姓を継いだ。川谷の長男仁科貴、長女仁科扶紀は孫でどちらも俳優になった。

### 仁科とマキノ省三
「もともと技術畑だった」という仁科監督は、マキノ省三に言われて映画監督となったが、仁科はその理由について「当時マキノの大将は一ヌケ二スジでしたから技術畑の私を認めてくれたのでしょう」と語っている。「一ヌケ二スジ」とはマキノ省三の造語で、「一ヌケ」とはまず画面が鮮明であること（キャメラ）、「二スジ」とは物語の筋（シナリオ）のことで、続いて「三ドウサ」、つまり動作、俳優の演技と続く名言である。マキノは当初「一ヌケ二スジ」と言ったが、大正末年からは「一スジ二ヌケ」と変わった。
マキノ省三は現在価値で数百万の紙幣の入った鰐革の鞄を持ち歩いていて、一度中身を全部出すので、何事かと仁科が見ていたところ、「おい仁科、監督昇進の祝にこれお前にやるわ」と言われた。仁科は「魂消て逃げました」といい、「なんという太っ腹な人だとすっかり心を掴まれた」という。

### 仁科と山中貞雄
マキノと東亜の分裂後は東亜に残ったが、嵐寛寿郎が入ってきて、山中貞雄がこれについてきた。このころの映画監督たちは「活動弁士」に反感を抱いており、仁科も「自分の作品を無教養な弁士ごときに勝手に解説されてたまるか」との思いだったという。
このため仁科は「自分の作品はタイトルの字幕と音楽だけで理解できる」、ということをモットーとしていた。山中貞雄にもこれを教え込み、「洋画をよく観ろ、観ながらコンテをとれ、雰囲気や台詞ではないんだ、映画はカッティングなのだ」「バスとで芝居してそれをパッとロングに引いて、サスペンスの盛り上がったところをアップじゃなく逆にフル・ショットで舞台効果に持ってくる。これをヨーロッパやアメリカのすぐれた監督はやっている、勉強しなさい」と教え込んだ。「パンをする時は止めるカットの方が重要である」との山中の美学は仁科に学んだものである。「天才は若死にします。山中の場合は戦病死ですが、これからというときでまことに残念なことをしました」と山中を偲んでいる。
仁科は、「嵐寛寿郎という役者に出会って山中貞夫という才能は開花した」、「ちょっと嫉妬したくなるほど全面的に山中貞雄を信頼していました、寛寿郎氏は」と語っている。山中脚本の最高傑作は『むっつり右門』、『なりひら小僧』だとし、『なりひら小僧』では仁科がアラカンに「山中貞雄のシナリオでおやんなさい」と勧めたものだった。アラカンも山中の名を出すと逆らわなかった。仁科はアラカンと山中の『抱寝の長脇差』以前のかかわりが山中貞雄研究で「なぜか語られていない」と述べている。仁科自身も「忘れられました。ベスト・テンをついにとらなかったので」と自身の立場を語っている。
アラカンによると、仁科はなぜか『鞍馬天狗』を撮らず、これが理由でアラカンと喧嘩になった。あとで仲直りしたが、ぷいと寛プロを辞めていったという。山中が監督昇進したのは、「監督がいなくなってしもうた、お前いっぺんやってみいと、山中貞雄にお鉢が回ってきたとゆうのが真相でおます」とのことである。

## フィルモグラフィ

### 東亜キネマ時代
1925年 東亜キネマ等持院撮影所
- 或る兄弟と城主　1924年　総指揮牧野省三、原作・脚本悪麗之助、撮影窪添貴良、主演山本日出子
- 国定忠次　(助監督)　総指揮・監督マキノ青司（省三）、助監督沼田紅緑、二川文太郎、原作行友李風、脚本馬場春宵・曾根純三、撮影宮崎安吉・持田米彦、主演沢田正二郎
- 悲しき仇討　脚本宮沢進郎、撮影窪添貴良、主演市川小文治
- 闘争の後　原作・脚本永井健、撮影古泉勝男、主演環歌子　※東亜キネマ甲陽撮影所
- 白痴の唄　原作・脚本吉岡長吉（吉岡長治）、撮影古泉勝男、主演金谷たね子　※東亜キネマ甲陽撮影所
- 白面鬼　原作・脚本吉岡長治、撮影古泉勝男、主演市川小文治
- 罪に立つ女　原作・脚本川添利基、撮影窪添貴良、主演絵島千歌子　※東亜キネマ甲陽撮影所
- 天国への道　原作・脚本川添利基、撮影三木稔、主演御園晴峰　※東亜キネマ甲陽撮影所
- 和蘭蛇屋敷 前篇　原作・脚本歌川天外、撮影古泉勝男、主演高木新平
- 和蘭蛇屋敷 中篇　原作・脚本歌川天外、撮影古泉勝男、主演高木新平
- 和蘭蛇屋敷 後篇　原作・脚本歌川天外、撮影古泉勝男、主演高木新平

1926年 東亜キネマ等持院撮影所
- 男一匹　原作・脚本丘虹二、撮影石川東橘、主演宮島健一
- 帰って来た英雄 前篇　原作・脚本山上伊太郎、撮影石川東橘、主演高木新平、生野初子
- 帰って来た英雄 後篇　原作・脚本山上伊太郎、撮影石川東橘、主演高木新平、生野初子
- 心中紅小袖　原作・脚本丘虹二、撮影窪添貴郎、主演御園晴峰
- 荒熊大八　原作・脚本春日緋絽美、撮影窪添貴郎、主演村田宏
- 悲恋心中ケ丘 前後篇　原作沼田蔵六、脚本尾崎芳燁、撮影窪添貴郎、主演瀬川路三郎、岡島艶子　※松竹・日活・帝キネ・東亜各社競作
- 蘭闘秘話 前篇　原作・脚本泉柳吉、撮影窪添貴郎、主演熱海五郎、岡島艶子
- 蘭闘秘話 後篇　原作・脚本泉柳吉、撮影窪添貴郎、主演熱海五郎、岡島艶子
- 逆風　原作大石克吉、脚本藤原忠、撮影窪添貴郎、主演御園晴峰、瀬川路三郎、岡島艶子
- 地獄ケ原の殺陣　原作泉柳吉、脚本日疋重亮、撮影窪添貴郎、主演阪東太郎

1927年 東亜キネマ等持院撮影所
- 猛者　原作・脚本田中健三、撮影窪添貴郎、主演阪東太郎
- 梅の由兵衛　原作・脚本吉岡貞明、撮影與徳雄、主演阪東太郎
- 倉橋伝助　原作・脚本木下延彦、撮影高島保、主演阪東太郎
- 血桜峠　原作・脚本木村延彦（木下）、撮影森谷卯三郎、主演阪東太郎
- 男気　原作・脚本木下延彦、撮影河崎喜久三、主演阪東太郎
- 怪魔鬼行　原作・脚本上月吏、撮影高島保、主演阪東太郎
- 仇討　原作・脚本竹井諒、撮影山中虎男、主演雲井龍之助　※東亜キネマ京都撮影所
- 観音丹次　原作・脚本吉岡貞明、撮影小柳京之助、主演団徳麿　※東亜キネマ京都撮影所

1928年 東亜キネマ京都撮影所
- 恋舞刃　原作・脚本木下明彦（延彦）、撮影山中虎男、主演吉田正雄
- 阪東侠客陣 第一篇　原作吉川英治、脚本竹井諒、撮影山中虎男、主演光岡龍三郎
- 阪東侠客陣 中篇　原作吉川英治、脚本竹井諒、撮影岩藤隆之、主演光岡龍三郎
- 慶安妖飛録　原作・脚本吉岡貞明、撮影岩藤隆之、主演隼秀人
- 阪東侠客陣 最終篇　原作吉川英治、脚本竹井諒、撮影岩藤隆之、主演光岡龍三郎
- 姐妃のお百　原作・脚本吉岡貞明、撮影岩崎繁蔵、主演原駒子、光岡龍三郎

1929年 東亜キネマ京都撮影所
- 唐人蝙蝠伝　原作・脚本吉岡貞明、撮影古泉勝男、主演隼秀人、羅門光三郎
- 笠の権三　原作近松門左衛門、脚本井泉流一、撮影古泉勝男、主演雲井龍之助
- 君恋し　原作・脚本佃血秋、撮影古泉勝男、主演雲井龍之助

1930年 東亜キネマ京都撮影所
- 維新鉄仮面 第一篇　原作・脚本村田圭三、撮影山中虎男、主演羅門光三郎
- 天狗騒動記　総監督枝正義郎、共同監督後藤岱山・広瀬五郎・石田民三・山口好幸・橋本松男、原作大仏次郎、脚本竹井諒、撮影藤井春美・山中真男・岩藤隆司・金森清太郎、主演市川幡谷、片岡左衛門、羅門光三郎、嵐寛寿郎、原駒子
- 忍術行進曲　原作・脚本塩田一、撮影小柳京之助、主演和田君示
- 右門捕物帖 六番手柄　原作佐々木味津三、脚本山中貞雄、撮影藤井春美、主演嵐寛寿郎
- 蝙蝠安　原作長谷川伸、脚本社喜久江、撮影藤井春美、主演嵐寛寿郎、原駒子
- 薩摩歌　原作並木五瓶、脚本社喜久江、撮影藤井春美、主演嵐寛寿郎、原駒子
- なりひら小僧　原作・脚本山中貞雄、撮影藤井春美、主演嵐寛寿郎
- 右門捕物帖 十番手柄　原作佐々木味津三、脚本山中貞雄、撮影藤井春美、主演嵐寛寿郎
- 明治新年間諜往来　原作・脚本金子洋文、撮影山中真男、主演青柳龍太郎（坂東勝太郎）

1931年 東亜キネマ京都撮影所
- 続業平小僧 怒濤篇　原作・脚本山中貞雄、撮影藤井春美、主演嵐寛寿郎
- 右門捕物帖 十六番手柄　原作佐々木味津三、脚本山中貞雄、撮影藤井春美、主演嵐寛寿郎

### 寛プロ時代
1931年 嵐寛寿郎プロダクション
- 都一番風流男　原作本田美禅、脚本竹井諒、撮影藤井春美、主演嵐寛寿郎
- 強羅三平 お江戸放浪記　原作・脚本社喜久江、撮影吉田清太郎、主演嵐寛寿郎
- 右門捕物帖 十八番手柄　原作佐々木味津三、脚本山中貞雄、撮影藤井春美、主演嵐寛寿郎
- 清水次郎長　原作小島政二郎、脚本塩田一、撮影藤井春美、主演嵐寛寿郎
- 戸並長八郎　原作長谷川伸、脚本山中貞雄・上島量、撮影藤井春美、主演嵐寛寿郎　※寛プロ・新興キネマ提携作品
- 右門捕物帖 二十番手柄　原作佐々木味津三、脚本山中貞雄、撮影藤井春美、主演嵐寛寿郎
- 柳生十兵衛　原作・脚本石川白鳥、撮影吉田清太郎、主演嵐寛寿郎

1932年
- 江戸育ち なりひら小僧　原作・脚本山中貞雄、撮影吉田清太郎、主演嵐寛寿郎　※嵐寛寿郎プロダクション
- 右門捕物帖廿五番手柄 七十七なぞの橙　原作佐々木味津三、脚本山中貞雄、撮影藤井春美、主演嵐寛寿郎　※寛プロ・新興キネマ提携作品
- 女優奈々子の裁判　原作ヘイヤード・ウェイラー、脚本城谷敏夫、撮影大塚周一、主演岡田静江、正邦乙彦　※富国映画社
- 嘆きの女間諜　脚本田中健三、撮影大塚周一、主演原駒子　※富国映画社
- 新戦場　原作ヘイヤード・ウェイラー、脚本城谷敏夫、撮影大塚周一、主演高田稔、渡辺篤　※赤沢映画

### 宝塚キネマ時代
1933年　宝塚キネマ
- 人類の道　原作・脚本民門敏雄、撮影平野好美、主演椿三四郎
- 紅騎二番隊　原作・脚本民門敏雄、撮影小柳京之助、主演羅門光三郎
- 侠艶竜虎の渦　原作・脚本西條照太郎、撮影平野好美・小柳京之助、主演羅門光三郎
- 巷説どくろ頭巾　共同監督大伴麟三、原作・脚本波多賢治、撮影金森清太郎、主演阿部九州男
- 風流やくざ節 前篇　共同監督大伴麟三、原作古田昂生、脚本藤野斉、撮影金森清太郎・平野好美、主演阿部九州男
- 風流やくざ節 後篇　原作古田昂生、脚本藤野斉、撮影金森清太郎、主演阿部九州男
- 艶姿影法師 陽炎篇　原作・脚本西條照太郎、撮影小柳京之助、主演大谷日出夫

1934年
- 艶姿影法師 蒼窓篇　原作・脚本西條照太郎、撮影小柳京之助、主演大谷日出夫　※宝塚キネマ
- 魔刃紅蜥蝪　原作西條照太郎、脚本民門敏雄、撮影小柳京之助、主演市川寿三郎　※興国キネマ

### 極東映画時代
1935年 極東映画
- 益満休之助 比叡の巻
- 荒木又右衛門
- 木曾しぐれ三度笠
- 月形半平太
- 関口武勇伝
- 伊達誠忠録
- 忍術真田十勇士

### 第二次寛プロ時代
1936年 嵐寛寿郎プロダクション
- 梅桜肥後の駒下駄　※極東映画社
- 日本晴甲州街道　※全勝キネマ
- 右門捕物帖 娘傀儡師
- 御存知鞍馬天狗 宗十郎頭巾
- 開化悲聞 男の道
- 右門捕物帖 雪夜の謎

1937年 嵐寛寿郎プロダクション
- 国訛道中笠
- べらんめえ十万石
- 旅の風来坊
- 御存知鞍馬天狗 千両小判
- 盗人厩　※新興キネマ京都撮影所
- 人情百万両　※新興キネマ京都撮影所

### 新興キネマ時代
1938年 新興キネマ京都撮影所
- 柳生二蓋流
- 歌吉行燈
- 一休さん
- 怪談濡衣草紙
- 烈女競艶録
- 肥後の駒下駄

1939年 新興キネマ京都撮影所
- 伊達大評定
- 忠孝小笠原狐
- 三十三間堂の由来 お柳怨霊
- 西郷と益満
- 逆巻く潮

1940年 新興キネマ京都撮影所
- 照る日くもる日
- からくり蝶
- 大岡政談 通り魔

1941年 新興キネマ京都撮影所
- 花嫁穏密
- 平家西へ行く
- 阿修羅姫
- 伊賀越東軍流
- 不知火乙女　1942年

合併後の大映
- 江戸の朝霧　1942年　※大映第二撮影所
- 海峡の風雲児　1943年　※大映京都撮影所
- 逃亡者　1947年　※大映京都撮影所

## 註
1. 1 2 3 4 5 6 7  『INTERVIEW　映画の青春』（京都府/京都文化博物館企画・編集・発行、キネマ旬報社発売、1998年）の「仁科熊彦インタビュー」の項（p.28-49）を参照。同項執筆は奥田久司。
2. 1 2 3  『日本映画監督全集』（キネマ旬報社、1976年）の「仁科熊彦」の項（p.297-298）を参照。同項執筆は映画監督の加藤泰。
3. ↑  『聞書アラカン一代 - 鞍馬天狗のおじさんは』（竹中労、白川書院）